# Monchecourt
Monchecourt település Franciaországban, Nord megyében. Lakosainak száma 2488 fő (2022. január 1.). Monchecourt Masny, Villers-au-Tertre, Auberchicourt, Émerchicourt, Erchin, Fressain és Marcq-en-Ostrevent községekkel határos.

## Népesség
A település népességének változása:
| Lakosok száma | 2521 | 2490 | 2528 | 2502 | 2512 | 2521 | 2508 | 2501 | 2488 |
|               | 2013 | 2015 | 2016 | 2017 | 2018 | 2019 | 2020 | 2021 | 2022 |